# Batalla de Carentan
La batalla de Carentan se libró en el marco de la Operación Overlord de la Segunda Guerra Mundial, entre fuerzas aerotransportadas estadounidenses y la Wehrmacht alemana en el transcurso de la batalla de Normandía. La batalla se desarrolló entre el 10 y el 14 de junio de 1944, en las proximidades y en la propia localidad de Carentan, Francia.
El objetivo de las fuerzas estadounidenses era el de consolidar las cabezas de playa situadas en las playas de Utah y Omaha, y el establecimiento de una línea defensiva ante la esperada contraofensiva alemana. Las fuerzas defensivas alemanas trataron de mantener la localidad en su poder para permitir la llegada de los refuerzos provenientes del sur y para prevenir o retrasar la unión de los regimientos estadounidenses, evitando así que el Primer Ejército Estadounidense lanzara un ataque contra Lessay o Périers, que cortaría los accesos a la península de Contentin.